# Milić od Mačve
Milić od Mačve (en serbe cyrillique : Милић од Мачве ; né le 30 octobre 1934 à Belotić - mort le 18 décembre 2000 à Belgrade) ou, en français, Milić de la Mačva, de son vrai nom Milić Stanković (Милић Станковић), était un peintre serbe.

## Biographie
Milić Stanković est né à Belotić, près de Bogatić, dans la région de Mačva à laquelle il a emprunté son nom de peintre. Il termina ses études secondaires au lycée de Šabac puis suivit les cours de l'Académie des Beaux-Arts de Belgrade, dont il sortit diplômé en 1959. Il partit ensuite étudier à Paris.
Sa première exposition personnelle eut lieu à Belgrade le 1er septembre 1934 et sa première exposition personnelle à l'étranger à Genève, en 1964. En 1964 et 1965, il vécut et travailla à Paris, puis à Belgrade, à Bruxelles, à Belotić, à Zlatibor et à Pyros, en Grèce. Il fut un des treize membres du groupe artistique d'avant-garde Mediala, créé en 1956 ; faisaient également partie du groupe Olja Ivanjicki, Miro Glavurtić, Vladimir Veličković, Kosta Bradić, Ljuba, Dado Đurić, Vladan Radovanović, Uroš Tošković, Milovan Vidak, Siniša Vuković et Svetozar Samurović. 
Milić od Mačve portait un style particulier de vêtements, long manteau noir semblable à une soutane et béret noir, et il tenait à la main un long bâton ressemblant à celui d'un évêque. 
Dans les années 1990, il prit la parole en public en tant que partisan de l'École autochtonistique serbe (Srpska autohtonistička škola), qui affirme que les Serbes constituent le plus ancien peuple du monde. Il était persuadé qu'il existait une arme secrète de Tesla, qui deviendrait une menace « si une seule bombe tombait sur Belgrade ». Ces prises de position l'ont fait considérer comme un grand patriote serbe[réf. nécessaire]. Milić od Mačve était un grand adversaire de l'Académie serbe des sciences et des arts et il affirmait volontiers que certains académiens feraient mieux de rendre leur titre de docteur[réf. nécessaire].
Milić od Mačve est mort le 18 décembre 2000 et il est enterré dans l'Allée des citoyens méritants du Nouveau cimetière de Belgrade. Sa fille, Simonida Stanković, est une artiste multimédia connue.

## Influences et œuvres
L'œuvre de Milić od Mačve est influencée par les peintures de Jérôme Bosch, Pieter Brueghel l'Ancien, Ivan Generalić et Salvador Dalí et son style se présente comme un mélange de surréalisme et d'art naïf. Ses sujets sont liés à sa terre natale de la Mačva mais aussi à l'histoire de la Yougoslavie. Un des motifs récurrent de ses peintures est celui d'objets flottants dans les airs (comme dans Lebdeća tela nad Zvezdarom (Corps flottants sur Zvezdara)), ballons, troncs d'arbres (comme dans Legenda (Légende)) mais aussi avions ou missiles. Ses œuvres sont exposées au Musée national et au Musée d'art contemporain de Belgrade, ainsi qu'au Musée d'art et d'histoire de Genève et au Musée Guggenheim de New York.
Milić od Mačve a également créé dans les domaines de l'architecture (avec la construction de trois ateliers), de la sculpture et de la poésie.
Quelques œuvres picturales :
- Mačvani odvlače žito za Užičku republiku (Blé excitant de la Mačva pour la République d'Užice), huile sur toile, 1966
- Uzbudljivi šljivik, moj dom u Mačvi (Verger excitant, ma maison de la Mačva), huile sur isorel, 1971
- Slikar iz snežne beline (Le Peintre de la blancheur religieuse), huile sur bois, 1983
- Crno sunce nad Bosnom (Soleil noir sur la Bosnie), huile sur isorel, 1993
- Ispaljivanje rakete sa Gardoša (Tir de roquettes à partir de Gardoš), huile sur isorel, 1998